# پاتریک اشمیت (بازیکن فوتبال، زاده ۱۹۹۳)
پاتریک اشمیت (انگلیسی: Patrick Schmidt؛ زادهٔ ۱۰ سپتامبر ۱۹۹۳) بازیکن فوتبال اهل آلمان است.
از باشگاه‌هایی که در آن بازی کرده‌است می‌توان به باشگاه فوتبال زاربروکن اشاره کرد.
وی همچنین در تیم‌های ملی فوتبال جوانان آلمان و جوانان آلمان بازی کرده‌است.